# Сандалфут Ков (Флорида)
Сандалфут Ков (енгл. Sandalfoot Cove) град је у америчкој савезној држави Флорида.

## Демографија
По попису из 2000. године број становника је 16.582.
| Група             | 2000.          | 2010.    |
| Белци             | 12.671 (76,4%) | 0 (0,0%) |
| Афроамериканци    | 657 (4,0%)     | 0 (0,0%) |
| Азијати           | 492 (3,0%)     | 0 (0,0%) |
| Хиспаноамериканци | 2.397 (14,5%)  | 0 (0,0%) |
| Укупно            | 16.582         | 0        |